# Mattias Andersson (Fußballspieler, 1998)
Mattias Andersson (* 13. März 1998 in Malmö) ist ein schwedischer Fußballspieler.

## Karriere

### Verein
Andersson begann seine Laufbahn beim Bunkeflo IF und bei dessen Nachfolgeverein IF Limhamn Bunkeflo, bevor er 2013 in die Jugend des schwedischen Spitzenklubs Malmö FF wechselte. Drei Jahre später schloss er sich der U-19 von Juventus Turin aus Italien an. Zur Saison 2017/18 wurde er an den niederländischen Zweitligisten FC Den Bosch ausgeliehen, bei dem er direkt in den Kader der ersten Mannschaft befördert wurde und am 22. September desselben Jahres (6. Spieltag) beim 1:0 gegen den FC Eindhoven sein Debüt in der Eerste Divisie gab, als er in der 84. Minute für Muhammed Mert eingewechselt wurde. Bis Saisonende kam er zu acht Einsätzen in der zweithöchsten niederländischen Spielklasse sowie zu zwei Partien im Pokal. Nach Leihende zur folgenden Spielzeit 2018/19 kehrte er zu Juventus Turin zurück. Am 16. September 2018 (1. Spieltag) debütierte er beim 1:2 gegen die US Alessandria Calcio für die zweite Mannschaft der Turiner in der Serie C, der dritthöchsten italienischen Spielklasse, als er in der Startelf stand. Andersson absolvierte bis zum Ende der Saison 23 Drittligapartien.
Zur Spielzeit 2019/20 unterschrieb er einen Vertrag beim Schweizer Erstligisten FC Sion. Am 3. August 2019 (3. Spieltag) gab er beim 3:1 gegen den FC Zürich in der Startelf stehend sein Debüt in der Super League, der höchsten Schweizer Spielklasse. Bis Saisonende spielte er insgesamt dreimal für die erste Mannschaft in der Super League und zweimal für die zweite Mannschaft in der drittklassigen Promotion League. 2020/21 absolvierte er aufgrund von Verletzungen nur ein Ligaspiel für die zweite Mannschaft.
Im Januar 2022 wechselte er nach Dänemark zu Randers FC, wo er nur auf zwei Einsätze kam. Ein Jahr später wechselte Andersson zum schwedischen Zweitligisten Trelleborgs FF. Hier wurde er schon im Jahr 2023 Mannschaftskapitän. Diese Position verlor er in der Folgesaison jedoch wieder.

### Nationalmannschaft
Andersson kam bis 2018 zu insgesamt 16 Partien für schwedische Juniorennationalteams, wobei er ein Tor erzielte.